# 聪明的鸭子
《聪明的鸭子》是一部中国上海美术电影制片厂制作的折纸动画短片，是中国的第一部折纸动画片。

## 剧情简介
三只小鸭在玩耍时，不小心弄醒了睡梦中的花猫，生气的花猫追赶小鸭。小鸭们钻进了一个废弃的烟囱中，花猫由于体型大，钻不进去，便在烟囱口等候。小鸭们从烟囱里出来后，身体变成了黑色，把花猫吓跑了。